# هیسکاکس
هیسکاکس (انگلیسی: Hiscox) شرکت خوشه‌ای بریتانیایی است، که در سال ۱۹۰۱ تأسیس شد.